# Operazione Giant 2
L'operazione Giant 2 era il piano Alleato da porre in esecuzione a cominciare dall'8 settembre 1943, giorno della dichiarazione dell'armistizio, per portare aiuto alle forze italiane destinate alla difesa di Roma in previsione della reazione tedesca.
L'operazione, all'ultimo momento, fu revocata dal comando alleato a causa di incompresioni e diffidenze tra gli americani e i dei vertici politico-militari italiani, e fu il preludio alla dissoluzione delle forze armate e dello Stato a seguito della fuga del re Vittorio Emanuele III a Brindisi. In effetti esisteva anche un piano Giant 1,  il quale prevedeva già l'utilizzo della stessa divisione aviotrasportata nell'area di Salerno, luogo prescelto per lo sbarco alleato.

## Il piano
Il piano prevedeva il lancio della 82ª Divisione paracadutisti (gli All Americans) statunitense su alcuni aeroporti nelle vicinanze di Roma.  Furono indicati l'Aeroporto del Littorio, Centocelle e Guidonia, ma poi si optò per quelli di Furbara e Cerveteri, lontani dagli acquartieramenti tedeschi e più prossimi al mare. Questi aeroporti avrebbero dovuto essere occupati e tenuti dalle truppe italiane poste a difesa della capitale, tra cui il Corpo d'Armata Motocorazzato e le divisioni di fanteria "Granatieri di Sardegna" e "Sassari".
L'operazione abortì quando il generale Maxwell Taylor, vicecomandante della divisione, inviato in missione a Roma la notte del 7/8 settembre, non riuscì se non dopo lunghi sforzi ad incontrare i vertici militari italiani. A tale scopo venne inviata una missione militare a Roma, nella notte tra il 7 al 8 settembre, con il generale Taylor, vicecomandante della 82ª. Di fronte alla disorganizzazione italiana, Taylor chiese di vedere Badoglio, il quale - dopo averlo fatto attendere lungamente in anticamera nella sua villa romana di via Bruxelles - in piena notte lo scongiurò di rimandare l'armistizio e di spostare i luoghi dell'aviosbarco, sostenendo di non poter assicurare in così breve tempo la difesa degli aeroporti.
Di tale operazione si parlava anche nella Memoria OP 44, detta anche Memoria Roatta, che conteneva delle disposizioni per i comandi superiori delle forze armate italiane. Di detta memoria, tuttavia, non è rimasta alcuna copia, in quanto da diverse testimonianze "...l'ufficiale superiore che lo portava ingiunse che fosse bruciato appena letto, fatta eccezione per l'ultima pagina, firmata per ricevuta. Con questi presupposti, il generale Taylor inviò il radiomessaggio codificato "Situation innocuous", che cancellava l'operazione. La conseguenza fu la mancata difesa di Roma verso le truppe tedesche nell'area ed il conseguente disarmo delle unità italiane.
Il primo a rendere noto il rifiuto italiano ad un aviosbarco alleato, in coincidenza della proclamazione dell'armistizio fu nientemeno che Mussolini, che nel 1944, tramite le note di un suo informatore, fornì questa versione: il pomeriggio del 7 settembre il generale Taylor con un colonnello americano, entrambi sbarcati a Gaeta da un monitore italiano arrivarono, nascosti dentro una autoambulanza a Villa Caprara, dove dovettero attendere che un generale dello stato maggiore italiano li ricevesse. Alla fine vennero ricevuti dal generale Carboni, dopo che sia Roatta che Rossi (sottocapo di S.M.) si erano rifiutati di riceverli. Il colloquio con Carboni duro' tre ore, durante le quali costui avrebbe indicato l'impossibilità, a suo giudizio, delle forze italiane di resistere a quelle tedesche a cui Taylor avrebbe risposto che durante la firma dell'armistizio il 3 settembre il generale Castellano avrebbe espresso l'opinione che i tedeschi sarebbero stati battuti. Dopo un pranzo presso la mensa dello S.M. questi ufficiali si sarebbero recati da Badoglio, con cui ebbero un lungo colloquio protrattosi fino alle tre della notte, durante il quale Badoglio espresse la richiesta che gli alleati non facessero un annuncio prematuro dell'armistizio attendendo il 16 settembre per annunciarlo.

## Ricostruzioni alternative
Esistono anche ricostruzioni alternative, come ad esempio quella che sostiene come gli Alleati avessero in quel momento la capacità di aviotrasportare un solo reggimento rinforzato su Roma nell'ambito dell'operazione, e non vi fosse alcuna possibilità di rinforzo, per cui l'operazione sarebbe andata incontro al fallimento e da questo scaturì la decisione di Taylor di annullarla. Questo contrasta però con ogni ricostruzione storiografica da parte italiana.
Ulteriori ipotesi vengono fatte sul fatto che la sopracitata Memoria OP 44 contenesse serie obiezioni alla attuabilità di Giant 2 da parte dello stesso Roatta.